# Sound The Retreat
Sound The Retreat är en roman av Simon Raven, utgiven 1971. Romanen var den sjunde att publiceras i den svit som bär namnet Alms for Oblivion men var den andra i själva kronologin (1945 - 73) och utspelar sig 1945 - 46.

## Persongalleri
- Peter Morrison – Kadett. En av huvudpersonerna i Fielding Gray.
- Alister Mortleman – Kadett.
- Barry Strange – Kadett.
- Miles Glastonbury – Överstelöjtnant.
- Earl of Muscateer – Kadett. Son till lord Canteloupe. Dör i en kombination av matförgiftning och gulsot.
- Percy de Glanville Manwood – Officer.
- Baxter – Major.
- Betteredge – Kapten.
- Lafone – Kapten.
- Cruxtable – Sergeant Major.
- Maharadjan av Dharaparam.
- Kapten Detterling – Instruktör I Bangalore. Kusin med lord Canteloupe. Figurerade tidigare i Fielding Gray.
- Ley Wong – Kinesisk restaurangägare i Bangalore. Står till tjänst med det mesta.
- Gilzai Khan – Kapten av kunglig härkomst. Sekulariserad muslim. Leder kadetterna i Bangalore men lämnar sedan armén för att bedriva politik. Agiterar för att britterna ska stanna i Indien för att förhindra blodbad mellan hinduer och muslimer.
- Zacharias – Kadett.
- Murphy – Kadett som blir befordrad genom en rad märkliga omständigheter.
- Lord Canteloupe – Far till the Earl of Muscateer, som dör i Indien.
- Lady Canteloupe – Mor till the Earl of Muscateer, som dör i Indien.
- Edwin Turbot – Politiker. Besöker Indien och inspekterar läget.
- Margaret Rose Engineer – Prostituerad som försöker utpressa Peter Morrison.
- Thomas Oaker – Adjutant.

## Handling
Handlingen utspelar sig från november 1945 till juni 1946, mestadels i Indien. I början av berättelsen skeppas Peter Morrison och hans kamrater över för tjänstgöring i Bangalore. Man får vid ankomsten veta att man kommer att få en indisk befälhavare i samband med övergången från brittiskt till indiskt styre. I synnerhet Alister Mortleman motsätter sig detta. Man besöker kinesen Ley Wongs restaurang och the Earl of Muscateer, son till Lord Canteloupe och kusinbarn till Kapten Detterling, blir matförgiftad. Han dör senare av gulsot. Kahn gör entré och föreläser för mannarna. Alla kommer att uppskatta honom utom Mortleman. Med tiden inleder Khan en sexuell relation med Barry Strange.
Vid begravningen av Muscateer är Khan av någon anledning förtvivlad och då man senare har ett dryckeslag hos Ley Wong kommer han i gräl med Alister Mortleman vilken Khan utmanar på duell. Hans typ av duell går dock ut på att de båda ska ha ett slags sexmaraton med en rad kvinnor och den som får flest utlösningar vinner. Mannarna bänkar sig för detta spektakel där Mortleman segrar. Efteråt inleder Peter Morrison en relation med den prostituerade Margaret Rose Engineer. Oroligheter förekommer på många håll i Indien och Gilzai Khan, själv en icke religiös muslim, talar ofta om det kommande blodbadet mellan hinduer och muslimer. Morrison hotas av avsked då Margaret Rose anmält honom och påstått han lovat gifta sig med henne. Khan hjälper honom genom att plantera bevis på ID-förfalskning hos henne och anklagelsen faller. Strax därpå avsätts dock Khan från sin post p.g.a. sin probrittiska attityd (inte längre politiskt gångbar) och för att det läckt ut rykten om att han haft sexuella relationer med en kadett även om det aldrig avslöjas vem. Man håller så ännu en middag hos Ley Wong där Gilzai Khan tar ett känsloladdat farväl av sina mannar.
Murphy, som legat på sjukhus en tid, får en ny post och blir kapten då man inte vet var man ska göra av honom. Morrison, Mortleman och Strange förflyttas till Berhampore. Strax därpå får de tre kadetterna hör att Khan slutat i armén utan förklaring. Morrison får besök av Murphy, nu vicekungens sändebud (åter via en slumpartad befordran) och han förklarar att Gilzai Khan slutat i armén för att bli politisk agitator. Han verkar för att britterna ska stanna i Indien för att förhindra ett blodbad mellan hinduer och muslimer och Murphy uppmanar Morrison att ”ta hand” om det hela, med andra ord döda Khan. Senare får Morrison besök av Khan som berättar att hans grupp planerar en aktion mot den lokala järnvägen varvid han uppmanar Morrison och de andra att hålla sig borta. Morrison berättar vad Murphy bett honom göra och de skiljs åt under vänskapliga former. Mycket riktigt utbryter snart den oro Khan talade om och hans anhängare blockerar järnvägen. Morrison, Mortleman och Strange träffar på Khan, som iklätt sig en husaruniform från en vakt han slagit medvetslös. Morrison försöker arrestera Khan men i vid ett gräl mellan Barry och Khan sticker den förtvivlade Barry ned Khan med en sabel och han dör genast. Utredningen friar de tre männen vilka behandlas som hjältar. Strax innan hemkomsten får de höra att Murphy dödats av en bilbomb.